# Zanna flammea
Zanna flammea är en insektsart som först beskrevs av Linnt 1763.  Zanna flammea ingår i släktet Zanna och familjen lyktstritar. Inga underarter finns listade i Catalogue of Life.